# 曹楚生
曹楚生（1926年6月2日—2017年11月19日），出生于湖北武汉，原籍江苏无锡，中国水利工程学家，中国工程院院士。

## 经历
- 1948 年7月毕业于上海交通大学。
- 1987年起在天津大学任教。
- 1999年当选中国工程院院士。
- 曾参与紫坪铺水利枢纽建设。

## 家族
曹楚生出生于书香世家，其父曹曾祥早年毕业于上海交通大学，曹楚生兄弟姐妹十人。
- 妹妹曹小定：中国第一位世界卫生组织代表。
- 女儿曹庆三：同济大学教授。
- 女儿曹庆军